# Andromeda XXIII
Andromeda XXIII (And XXIII) – karłowata galaktyka sferoidalna leżąca w gwiazdozbiorze Andromedy. Jest satelitą Galaktyki Andromedy i leży w odległości około 126 kiloparseków (ok. 411 tysięcy lat świetlnych) od niej. Należy do Grupy Lokalnej.
Jest jedną z największych galaktyk satelitarnych Galaktyki Andromedy. Jej promień półświatła wynosi około 1035 parseków (3,38 tys. lat świetlnych).
Odkryta w 2011 (wraz z And XXIV, XXV, XXVI, XXVII) dzięki danym zebranym w ramach przeglądu Pan-Andromeda Archaeological Survey (PAndAS) wykonanego za pomocą Teleskopu Kanadyjsko-Francusko-Hawajskiego (CFHT).